# Rusłan Swyrydow
Rusłan Jewhenowycz Swyrydow, ukr. Руслан Євгенович Свиридов (ur. 8 stycznia 1988 w Kijowie, Ukraińska SRR) – ukraiński hokeista, reprezentant Ukrainy.

## Kariera
- Sokił 2 Kijów (2005-2006)
- HK Kijów (2006)
- Sokił Kijów (2006-2011)
- Kompańjon Kijów (2011-2014)
- CSA Steaua Bukareszt (2014-2016)

Od 2003 grał w amerykańskiej lidze Eastern Junior Hockey League (EJHL). W 2004 został wybrany w drafcie do kanadyjskich rozgrywek juniorskich CHL i w sezonie 2004/2005 występował w lidze podległej, QMJHL. Następnie powrócił do Europy i grał w lidze ukraińskiej, łotewskiej, kazachskiej. Od 2012 zawodnik Kompańjonu Kijów. Od 2014 zawodnik rumuńskiego klubu Steaua. W sezonie 2014/2015 w drużynie występowali wraz z nim rodacy, m.in. Pawło Borysenko, Denys Zabłudowski.
Był reprezentantem kadr juniorskich Ukrainy. Uczestniczył w turniejach mistrzostw świata juniorów do lat 18 w 2004, 2005, 2006, mistrzostw świata juniorów do lat 20 w 2005, 2006, 2007, 2008, hokeja mężczyzn na Zimowej Uniwersjadzie 2013.

## Sukcesy
Reprezentacyjne
- Awans do mistrzostw świata do lat 18 Dywizji IB: 2004

Klubowe
- Puchar Ukrainy: 2007 z Sokiłem Kijów
- Złoty medal mistrzostw Ukrainy: 2008, 2009, 2010 z Sokiłem Kijów, 2014 z Kompańjonem Kijów
- Srebrny medal mistrzostw Ukrainy: 2011, 2012 z Sokiłem Kijów, 2013 z Kompańjonem Kijów
- Srebrny medal mistrzostw Rumunii: 2015 ze Steauą Bukareszt